# RD-0109
RD-0109 es la designación de un tipo de motor cohete utilizado en la última etapa de los cohetes Vostok. También es conocido como RO-7, RD-448 y 8D719. Los RD-0109 derivan de los motores RD-0105 y fue el tipo de motor que puso finalmente en órbita la cápsula tripulada por Yuri Gagarin.
Los motores RD-0109 fueron diseñados por Kosberg en el OKB-154 y funcionaban alimentados por oxígeno líquido y queroseno. Tenían un empuje de 54,52 kN y un impulso específico de 324 segundos.
Se usaron para poner en órbita naves del Programa Vostok. En concreto, se utilizaron en los cohetes Vostok-K, Vostok-2, Vostok-2M y estuvieron en activo entre 1960 y 1991, fecha del último lanzamiento de un Vostok-2M.

## Desarrollo
Después del éxito del Sputnik 1, Korolev envió una serie de cartas al Comité Central del Partido Comunista de la Unión Soviética proponiendo un audaz plan para enviar naves espaciales robóticas a Marte y Venus. Como parte de dicho plan, se necesitaba una cuarta etapa para mejorar el cohete R-7 de tres etapas y permitirle enviar cargas útiles a esos destinos de alta energía. Esta cuarta etapa se llamó Block-E, y su desarrollo comenzó durante 1958.
La oficina de diseño de Korolev OKB-1 compitió inicialmente contra dos proyectos para la propulsión Bloque-E:  OKB-154 de Kosberg con el motor RD-0105 8K72, y  OKB-456 de Glushkó, motor RD-109 8K73. Debido a la complicación de desarrollar este último, Kosberg consiguió el contrato.
Desde la orden de desarrollo del 20 de febrero de 1958, llevó nueve meses desarrollar el motor. Se realizó mediante el uso de conjuntos RD-0102 y cámara de combustión. Se realizaron cincuenta y ocho pruebas estáticas con 27 motores.
Entre 1959 y 1960, el motor se modificó para mejorar la fiabilidad del vuelo tripulado. El empuje también aumentó un 2%, gracias a los elementos de inyección mejorados. También introdujo una innovación atribuida a SA Kosbergs en su construcción, que ha sido un elemento básico de los motores soviéticos (y luego rusos). Se utilizó una construcción de metal corrugado para las camisas de enfriamiento, con la sección inferior de la boquilla sin un revestimiento externo, para ahorrar peso. Esto condujo a una reducción de peso del 9.3% incluso con el mayor empuje. Esta nueva versión fue bautizada como RD-0109 y entró en servicio el 22 de diciembre de 1960, lanzamiento de una nave espacial ( Vostok ) a bordo de un Vostok-K 8K72K.
El RD-0109 es la base del proyecto del motor L75 de la Agencia Espacial Brasileña.

## Historia
Si bien los primeros lanzamientos de los satélites Sputnik 1 se podían hacer con el amplificador Sputnik de dos etapas, para lograr la velocidad de escape requerida por el programa Luna, se necesitaba una tercera etapa. La tarea de desarrollar el motor especificado se confió a OKB-154 (KBKhA), que realizó el trabajo en 9 meses. El motor recibió el nombre interno de RO-5.
El primer vuelo de un Luna 8K72, que incluía la nueva etapa Block-E impulsada por el RD-0105, fue el 23 de septiembre de 1958. Se suponía que lanzaría la sonda Luna E-1 No.1 , pero terminó 92 segundos después del lanzamiento. cuando el cohete se separó de la vibración longitudinal, haciendo que las correas se separen del vehículo, que luego se estrelló. Tampoco tuvo éxito el segundo vuelo de un Luna 8K72 (11 de octubre de 1958), que debía lanzar la sonda Luna E-1 No.2 y terminó 104 segundos después del lanzamiento cuando el cohete se desintegró nuevamente por la vibración. El tercer vuelo de un Luna 8K72, el 4 de diciembre de 1958, que debía lanzar la sonda Luna E-1 No.3, también finalizó 245 segundos después del lanzamiento cuando la etapa central del Bloque I se apagó por la pérdida de lubricante del motor.
El 2 de enero de 1959, como parte de la etapa Block-E del Luna 8K72, el motor RD-0105 finalmente realizó su primera misión exitosa, el lanzamiento del Luna 1 . También fue el primer motor de encendido en el espacio profundo, la primera nave espacial en alcanzar la velocidad de escape y, aunque la nave espacial perdió la Luna con la que se suponía que debía estrellarse, se convirtió en el primer objeto hecho por el ser humano en entrar en una órbita heliocéntrica.
El 14 de septiembre de 1959, el RD-0105 impulsó a Luna 2 hacia la Luna. Fue la primera nave espacial en alcanzar la superficie de la Luna, y el primer objeto hecho por el hombre en aterrizar en otro cuerpo celeste. Llevaba consigo un escudo de la Unión Soviética.
El 19 de agosto de 1960, el RD-0105 impulsó la misión Korabl-Sputnik 2. Fue la tercera nave espacial Vostok y el primer vuelo espacial que envió animales a órbita y los devolvió a salvo a la Tierra.
El 22 de diciembre de 1960, el RD-0109 tuvo su primer vuelo en un Vostok-K Block-E. Lamentablemente, el generador de gas de la tercera etapa del cohete sufrió una falla y el RD-0109 no pudo probarse en vuelo. Esa oportunidad llegó con el segundo lanzamiento de Vostok-K , donde el RD-0109 lanzó con éxito la misión Korabl-Sputnik 4 en órbita.
El 12 de abril de 1961, el RD-0109, como parte de la etapa Block-E del cohete Vostok-K 8K72K, impulsó el histórico Vostok 1 a la órbita, convirtiendo a Yuri Gagarin en el primer humano en ir al espacio exterior y el primero en orbitar la tierra.
El 16 de junio de 1963, el RD-0109 propulsó el Vostok 6 convirtiendo a Valentina V. Tereshkova en la primera mujer en orbitar la Tierra.

## Versiones
Las mejoras y modificaciones necesarias para cumplir con la certificación para hombre el RD-0105 lo llevaron a tener dos versiones:
- RD-0105 ( Índice GRAU: 8D714), también conocido como RD-448 o RO-05.[6] Era la primera versión pero tenía algunos problemas de fiabilidad. Utilizado en los cohetes Luna y Vostok-L 8K72.
- RD-0109 ( Índice GRAU: 8D719). Versión mejorada y más confiable que se utilizó en el resto de la familia Vostok.

## Entradas relacionadas
- Luna: el primer vehículo de lanzamiento que utilizó el RD-0105 y el primero en enviar objetos más allá de la órbita terrestre.
- Vostok : el vehículo de lanzamiento que permitió a Yuri Gagarin ser el primer humano en orbitar la Tierra.
- OKB-154: la oficina de diseño RD-0105 / RD-0109.
- Fábrica mecánica de Vorónezh: empresa fabricante de material espacial que fabricó el RD-0109.